# Jimmy Rowles
Jimmy Rowles, de son vrai nom James George Hunter, né le 19 août 1918 à Spokane dans l'État de Washington et mort le 28 mai 1996 à Los Angeles, est un pianiste de jazz américain, célèbre musicien d'accompagnement.
La fille de Jimmy Rowles, Stacy Rowles, musicienne également, joue du bugle.

## Biographie
Né à Spokane, Rowles étudie à l'Université de Washington à Seattle. Après avoir déménagé vers Los Angeles, il rejoint le groupe de Lester Young en 1942. Il travaille également avec Benny Goodman, Woody Herman, Les Brown, Tommy Dorsey, Tony Bennett et Art Pepper (The Artistry Of Pepper (1956)) ainsi qu'en tant que musicien de studio.
Dans les années 1950 et 1960, il accompagne fréquemment Billie Holiday et Peggy Lee, et dans les années 1980, Ella Fitzgerald.
En 1973, Rowles s'installe à New York où il joue et enregistre entre autres avec Zoot Sims et Stan Getz.
Rowles composa plusieurs œuvres de jazz, la plus célèbre étant The Peacocks.
Il meurt d'une maladie cardio-vasculaire à Los Angeles à 77 ans.

## Discographie

### Comme leader ou coleader
- Rare, But Well Done avec Art Mardigan, Red Mitchell, 1954
- Let's Get Acquainted with Jazz (For People Who Hate Jazz) avec Barney Kessel, Harold Land, Mel Lewis, Red Mitchell, Pete Candoli, Larry Bunker, 1958
- Weather in a Jazz Vane, 1958
- Upper Classmen avec Larry Bunker, Pete Candoli, Barney Kessel, Harold Land, Mel Lewis, Red Mitchell, 1959
- Fiorello Uptown, Mary Sunshine Downtown, Soloalbum, 1960
- Kinda Groovy, Soloalbum, 1963
- Mancini '67, RCA Victor, 1967
- Our Delight avec Max Bennett, Chuck Berghofer, Larry Bunker, Nick Martinis, 1968
- Some Other Spring avec Donald Bailey, Monty Budwig, 1972
- Sarah Vaughan with the Jimmy Rowles Quintet (with Sarah Vaughan, 1974)
- The Special Magic of Jimmy Rowles, 1974
- Jazz Is a Fleeting Moment, Soloalbum, 1974
- The Peacocks avec Stan Getz, Columbia, 1975
- Grand Paws with Billy Hart, Buster Williams, 1976
- Music's the Only Thing That's on My Mind avec George Mraz, 1976
- Heavy Love with Al Cohn, Xanadu, 1978
- Scarab, Musica, 1978
- Nature Boy, Musica, 1978
- If I'm Lucky (Pablo, 1977) avec Zoot Sims
- We Could Make Such Beautiful Music Together avec George Mraz, Leroy Williams, 1978
- Isfahan, Soloalbum, 1978
- Shade and Light avec George Duvivier, Oliver Jackson, 1978
- Jimmy Rowles Trio on Tour [live] avec George Duvivier, Walter Perkins, 1978
- Red'n Me, avec Red Mitchell (Dreyfus Jazz), 1978
- Tasty! avec Ray Brown, 1979
- Paws That Refresh avec Billy Hart, Buster Williams, 1980
- Plays Ellington and Billy Strayhorn, Soloalbum, 1981
- Bill Evans: A Tribute, 1982, Palo Alto
- I'm Glad There Is You: Jimmy Rowles, Vol. 2 avec Colin Bailey, Red Mitchell, Stacy Rowles, 1985
- With the Red Mitchell Trio avec Colin Bailey, Red Mitchell, Stacy Rowles, 1985
- Sometimes I'm Happy, Sometimes I'm Blue avec Donald Bailey, Ray Brown, Sweets Edison, Stacy Rowles, 1988
- Trio with Red Mitchell, Donald Bailey, 1988
- Plus 2, Plus 3, Plus 4 avec Bill Berry, Larry Koonse, Ralph Penland, Eric Van Essen, 1988
- Lilac Time with Eric Von Essen, Kokopelli, 1994
- Subtle Legend, Vol. 1 & 2 with Monty Budwig, Donald Bailey, Storyville, 1999 (posthume)

### Comme sideman
Avec Herbie Mann
- 1957 : Flute Fraternity, avec Buddy Collette (Mode Records MOD-LP #114)
- 1957 : Great Ideas of Western Mann (Riverside)

Avec Bill Holman-Mel Lewis Quintet
- 1958 : Jive for Five (Andex Records A-3005)

Avec Barney Kessel
- 1956 : To Swing or Not to Swing (Contemporary Records C3511)
- 1959 : Some Like It Hot (Contemporary Records C-7565)

Avec Gerry Mulligan et Ben Webster
- 1959 : Gerry Mulligan Meets Ben Webster

Avec Ben Webster
- 1960 : Ben Webster at the Renaissance (Contemporary Records)

Avec Stan Getz
- 1975 : The Peacocks (Columbia)

Avec Buster Williams
- 1975 : Heartbeat (Muse)